# Ersel Kaynak
 (novembre 2024).
Si vous disposez d'ouvrages ou d'articles de référence ou si vous connaissez des sites web de qualité traitant du thème abordé ici, merci de compléter l'article en donnant les références utiles à sa vérifiabilité et en les liant à la section « Notes et références ».
Ersel Kaynak, né le 1 juillet 1974, est un homme politique belge, membre du Parti Socialiste (PS).
Après avoir obtenu une licence en Sciences Politiques et Administration Publique à l'Université de Liège en 1998, avec une orientation en Relations internationales et Construction européenne, il s'est rapidement tourné vers le service public et l'action politique.
Il est échevin de la Ville de Malmedy depuis 2012 et prend en charge l'Urbanisme, l'Aménagement du Territoire, le Logement, les Affaires Sociales et la Santé.
Depuis juillet 2024, il occupe également le rôle de député à la Fédération Wallonie-Bruxelles.

## Fonctions politiques
- 1999 - 2019 : Attaché parlementaire à la Chambre des Représentants
- 2007 - 2023 : Secrétaire fédéral à la Fédération Verviétoise du PS
- 2012 - : Échevin de l'Urbanisme, de l'Aménagement du Territoire, du Logement, des Affaires Sociales et de la Santé à la Ville de Malmedy
- 2023 - 2024 : Chef de cabinet à la Présidence du Parlement de Wallonie
- 2024 - : Député à la Fédération Wallonie-Bruxelles